# Чарльз і Діана: Королівська історія кохання
«Чарльз і Діана: Королівська історія кохання» (англ. Charles & Diana: A Royal Love Story) — американський телевізійний фільм 1982 року.

## Сюжет
Інсценування роману та весілля, у липні 1981 року, британського принца Чарльза і леді Діани Спенсер.

## У ролях
| Актор           | Роль                  |
| --------------- | --------------------- |
| Девід Робб      | принц Чарльз          |
| Керолін Блісс   | леді Діана Спенсер    |
| Крістофер Лі    | принц Філіп           |
| Рід Тейлор      | Едуард Адеейн         |
| Маргарет Тайзек | Королева Єлизавета II |
| Мона Вошборн    | Королева-мати         |
| Чарльз Грей     | граф Спенсер          |
| Девід Ленгтон   | граф Маунтбаттен      |
| Сьюзен Скіппер  | Сара Спенсер          |
| Джеремі Клайд   | Ендрю Паркер-Боулз    |
| Джо Росс        | Камілла Паркер-Боулз  |
| Патрік Бейлі    | Принц Едуард          |